# باشگاه فوتبال مکابی پتخ تیکوا
باشگاه فوتبال مکابی پتخ تیکوا (عبری: מכבי פתח תקווה) یک باشگاه فوتبال در شهر پتخ تیکوا اسرائیل است. این باشگاه در لیگ برتر فوتبال اسرائیل بازی می‌کند. این باشگاه در سال ۱۹۱۲ تأسیس شده است.